# Сурин, Егор Михайлович
Егор Михайлович Сурин (род. 1 августа 2006, Воронеж) — российский хоккеист, нападающий системы ярославского «Локомотива». Обладатель Кубка Гагарина 2025 года. Мастер спорта России (2023).

## Биография
Начинал заниматься хоккеем в воронежском «Буране». Перед сезоном 2019/20 перешёл в ярославский «Локомотив». В сезоне 2022/23 провёл в МХЛ 9 матчей за «Локо-76» и 49 — за «Локо». В следующем сезоне продолжил выступать за «Локо», 2 октября в гостевой игре против «Спартака» (4:2) дебютировал в КХЛ.
На драфте НХЛ 2024 года был выбран под общим 22-м номером командой «Нэшвилл Предаторз».